# Red Hook (Brooklyn)

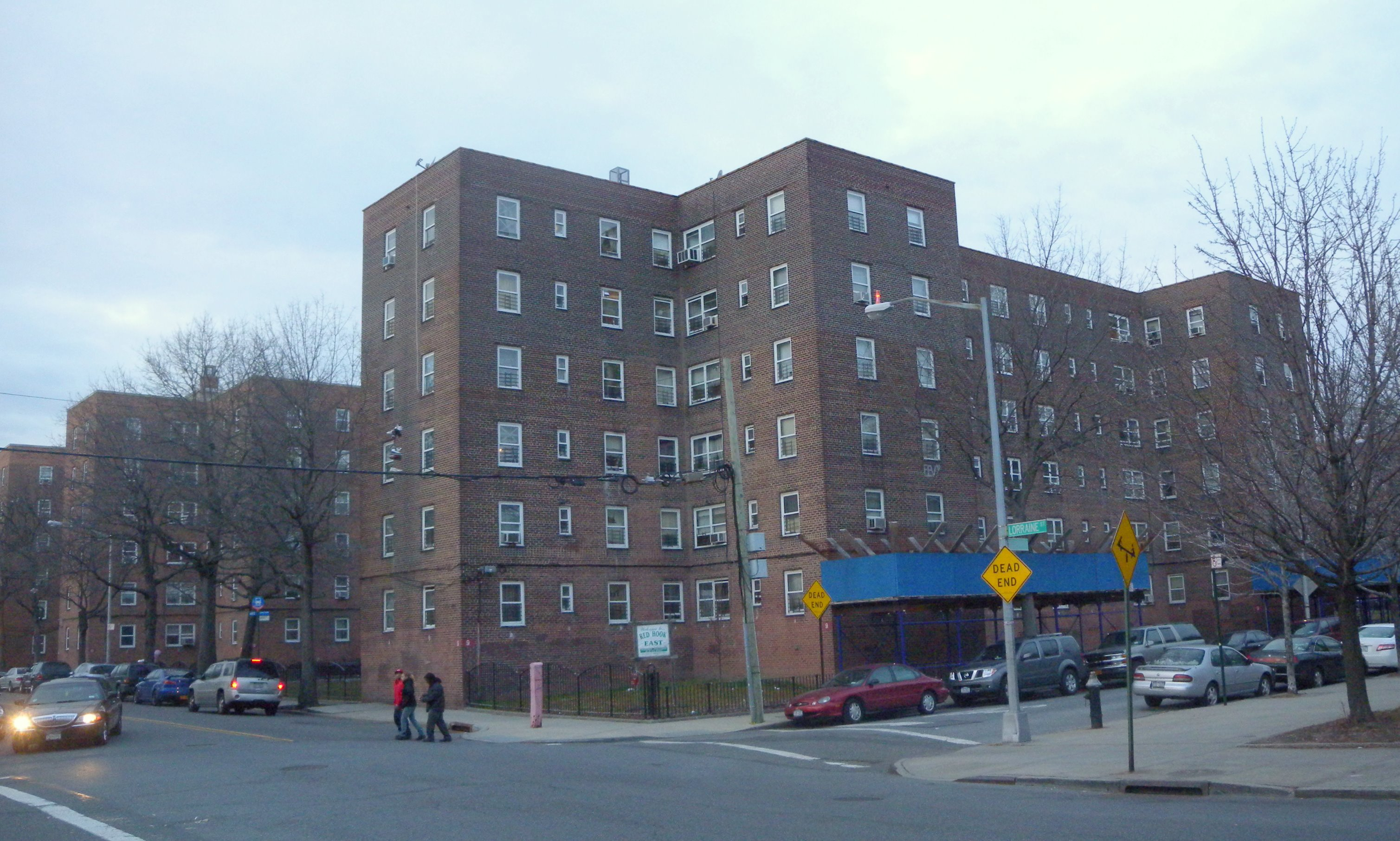
Red Hook Houses Ecke Lorraine und Henry Street

Red Hook ist ein Stadtteil im Stadtbezirk Brooklyn in New York City. Er befindet sich auf einer Halbinsel im Nordwesten von Brooklyn an der Upper New York Bay in einem Gebiet, das einst als South Brooklyn bekannt war.
Laut US-Census lebten im Jahr 2020 in dem ehemaligen Industrieviertel 10.665 Menschen. Red Hook ist Teil des Brooklyn Community District 6, hat die Postleitzahl 11231 und gehört zum 76. Bezirk des New Yorker Polizeidepartements. Kommunalpolitisch wird der Stadtteil vom 38. Bezirk des New York City Council vertreten.

## Lage
Red Hook liegt im Nordwesten von Brooklyn und hat eine Fläche von 2,2 km². Es wird begrenzt im Nordwesten vom Buttermilk Channel, der Wasserstraße zwischen Brooklyn und Governors Island, im Nordosten durch den Interstate 278 (Gowanus-Expressway) mit den dahinter liegenden Stadtteilen Carroll Gardens und Columbia Street Waterfront District, im Südosten durch den Gowanuskanal sowie im Süden und Westen von der Upper New York Bay.

## Geschichte

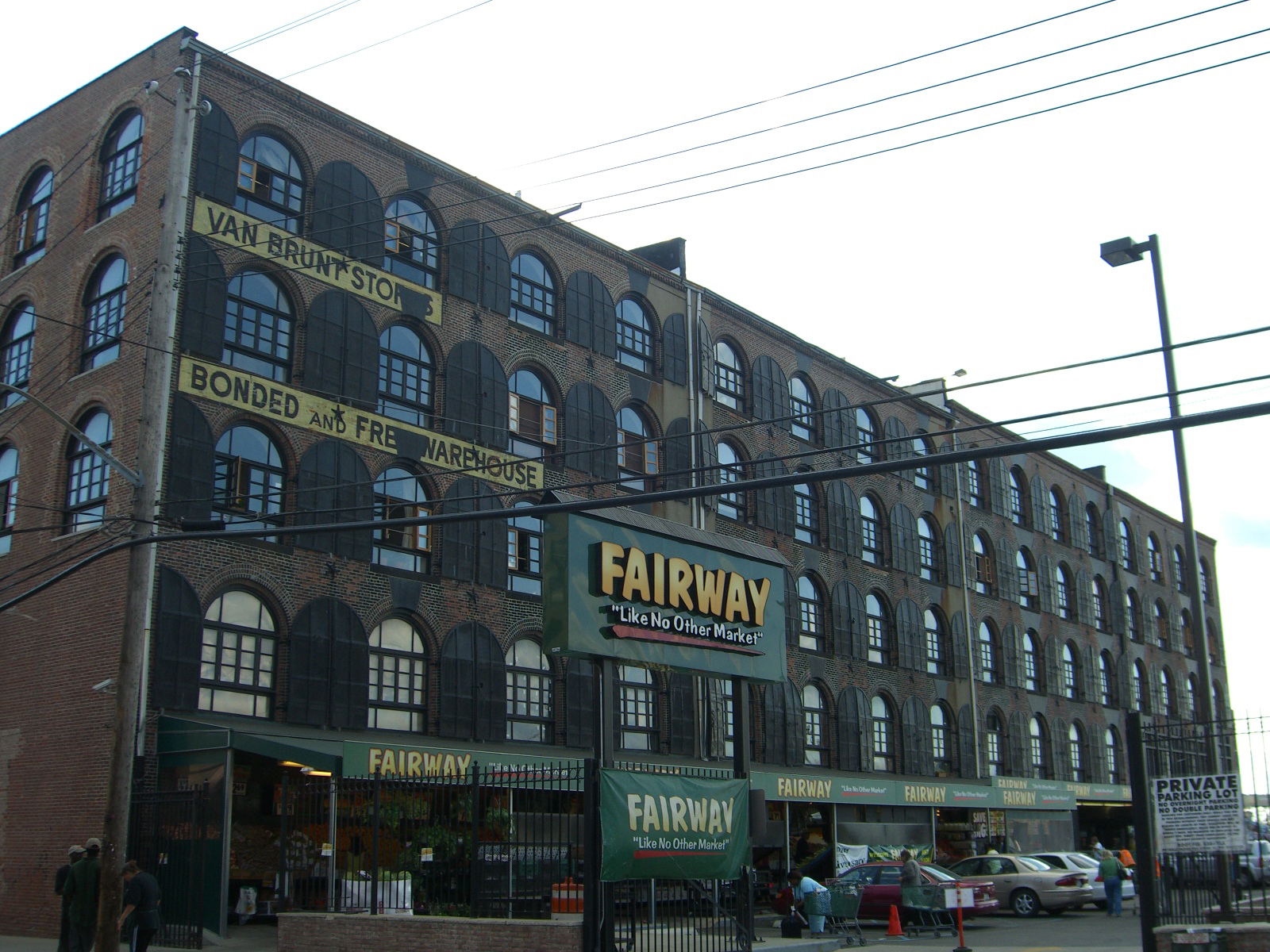
Red Hook Stores, Lagerhaus in Red Hook, heute Supermarkt

Der Name Red Hook stammt von dem roten Lehm des Bodens und der Form der Halbinsel (Hook, englisch: Aufhänger, Fähnchen) in der Upper New York Bay. Die Stadt wurde von holländischen Siedlern aus Nieuw Amsterdam um 1636 gegründet. Der ursprüngliche holländische Name war Roode Hoek. Ende des 18. Jahrhunderts befanden sich in Red Hook einige Mühlen und verteilte Farmen, das tief liegende Gebiet wurde vorwiegend landwirtschaftlich genutzt. Schon damals war die Halbinsel vom Rest Brooklyns durch das sumpfige Feuchtland getrennt. Zur Vorbereitung der Schlacht von Long Island wurde auf der Halbinsel im Jahr 1776 das Fort Defiance errichtet, von dem aus ebenso wie von dem Fort auf Governors Island, die Bucht überwacht werden konnte. Weiterhin sollte das auch unter dem Namen Fort Brooklyn bekannte Fort die Stadt vor einer Landung der englischen Truppen schützen.

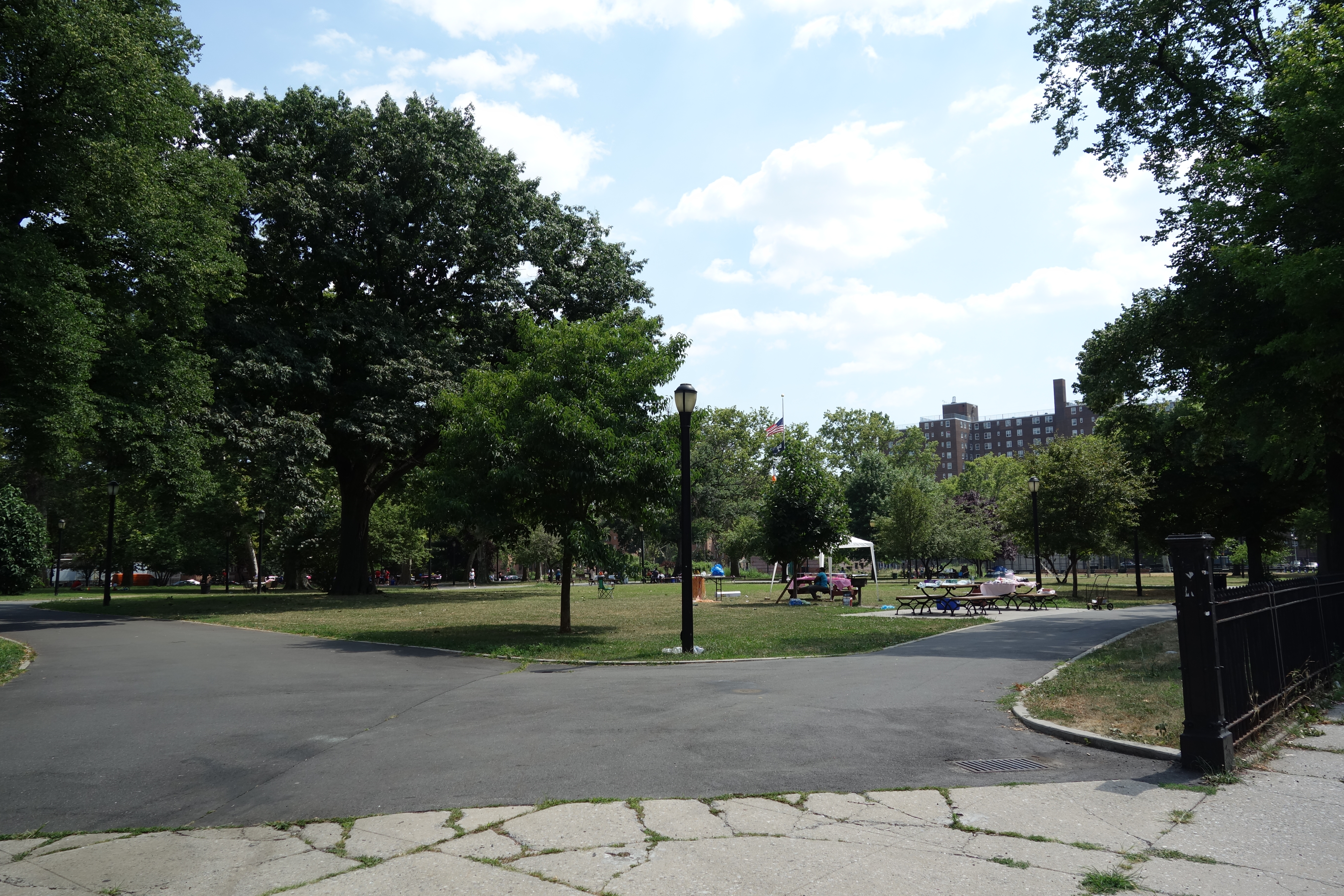
Coffey Park

Im Jahr 1839 wurde mit den Planungen begonnen, das Land trockenzulegen, um hier Industrie und Gewerbe anzusiedeln. Die vielen vorhandenen Mühlteiche aus der Zeit der holländischen Besiedlung wurden verfüllt, und es wurden Straßen angelegt. Im Anschluss wurden die heute noch vorhandenen Hafenbecken Erie-Bassin im Süden und Atlantic-Bassin im Nordosten gebaut. Bis in die 1920er Jahre war der Hafen von Red Hook einer der Frachthäfen mit dem größten Umschlag der Welt. Zu dieser Zeit wohnten vor allem italienische und irische Hafenarbeiter im Viertel. Die Karriere von Al Capone, der in Brooklyn geboren wurde, begann in Red Hook. Hier bekam er die berühmte Verletzung, die ihm später den Spitznamen Scarface einbrachte.
Im Jahr 1938 wurde mit dem Projekt Red Hook Houses neuer Wohnraum für die Arbeiter in Brooklyn geschaffen. Insgesamt wurden 161 Häuser, in denen mehr als 300 Familien wohnten, abgerissen, um Platz für die 27 Backsteingebäude mit insgesamt 2.545 Wohnungen zu schaffen.  Mit dem Aufkommen der Container als wichtigstes marines Transportmedium in den sechziger Jahren verlor der Hafen zunehmend seine Bedeutung, die Arbeitslosigkeit im Viertel stieg, und es verkam mehr und mehr. Unter anderem entstand hier eine Bretterbudenstadt von Obdachlosen. In den 1950ern lebten etwa 21.000 Menschen in Red Hook.

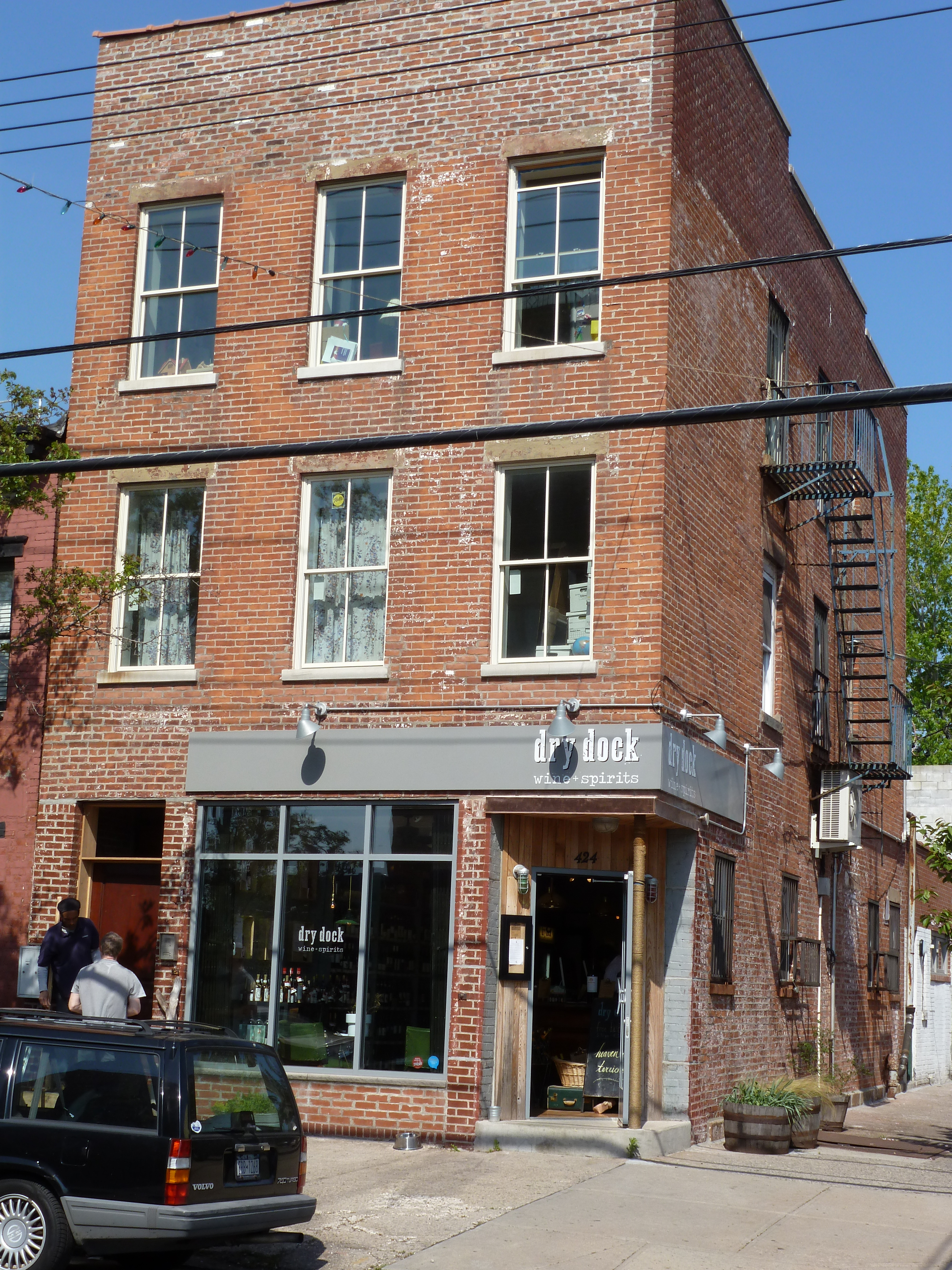
Modernes Geschäft in rotem Backsteinbau in der Van Brunt Street

In den 1990ern war das Viertel vor allem durch Drogenkriminalität berüchtigt. Das LIFE-Magazin beschrieb die Zustände in Red Hook in einem neunseitigen Artikel mit dem Titel Crack: Downfall of a Neighborhood (Crack: Niedergang einer Nachbarschaft) und führte es in der Liste der zehn berüchtigtsten Stadtviertel des ganzen Landes. In dieser Zeit war die Gegend als Crack-Hauptstadt der Vereinigten Staaten bekannt. Die Umkehr begann im Jahr 1992, als der Schulvorsteher Patrick Daly, der einen vermissten Neunjährigen suchte, der nicht nach Hause gekommen war, ins Kreuzfeuer verfeindeter Jugendlicher geriet und erschossen wurde. Darauf richteten Justiz und Öffentlichkeit ihre Aufmerksamkeit auf den Stadtteil, in dem es im Jahr 1991 zwanzig Morde, zehn Entführungen, 526 Raubüberfälle und 364 tätliche Angriffe gegeben hatte. Die Polizeipräsenz wurde verstärkt, und es wurden viele soziale Projekte ins Leben gerufen, um die Bevölkerung zu schützen und Arbeit ins Quartier zurückzuholen. In den Jahren zwischen 1993 und 2003 sank die Kriminalität drastisch. Totschlag ist um 100 Prozent, tätliche Angriffe sind um 68 Prozent und Raub ist um 55 Prozent zurückgegangen.

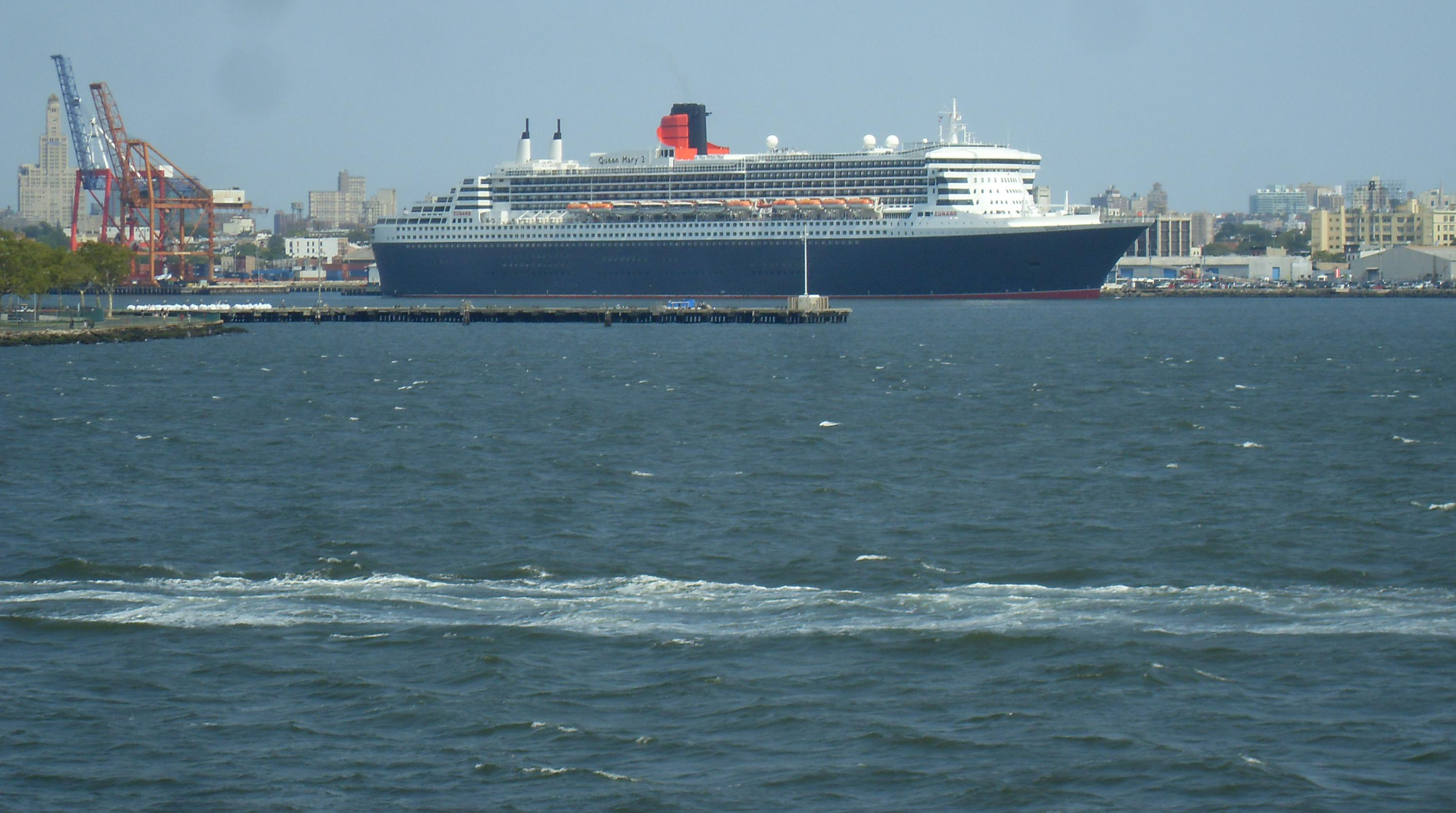
Blick von der Staten Island Ferry zum Anlegeplatz der Queen Mary 2 im Hafen von Red Hook

Im Januar 2005 schloss die Stadtverwaltung von New York City einen Vertrag mit der Port Authority of New York and New Jersey über die Nutzung der Hafenanlagen und den Bau eines neuen Kreuzfahrtterminals. Heute legen die Kreuzfahrtschiffe, die in New York Zwischenstopp machen, am Brooklyn Cruise Terminal in Red Hook an. Im Jahr 2008 eröffnete IKEA im Hafen von Red Hook eine Filiale auf dem Gelände einer ehemaligen Werft. Da beim Bau auch einige historische Gebäude abgerissen wurden, gab es Widerstand aus der Bevölkerung gegen dieses Projekt.

## Demografie
Im Jahr 2020 hatte das United States Census Bureau die statistischen Zählbezirke (Areas und Tracts) neu konfiguriert. Somit sind die vor 2020 erzielten Daten meist nicht mehr mit den ab 2020 erhobenen Daten vergleichbar.
Laut Volkszählung von 2020 hatte Red Hook 10.665 Einwohner bei einer Einwohnerdichte von 4.848 Einwohnern pro km². Im Stadtteil lebten 2.242 (21 %) Weiße, 4.134 (38,8 %) Hispanics und Latinos, 3.186 (29,9 %) Afroamerikaner, 557 (5,2 %) Asiaten, 144 (1,4 %) aus anderen Ethnien und 402 (3,8 %) aus zwei oder mehr Ethnien.

## Verkehr

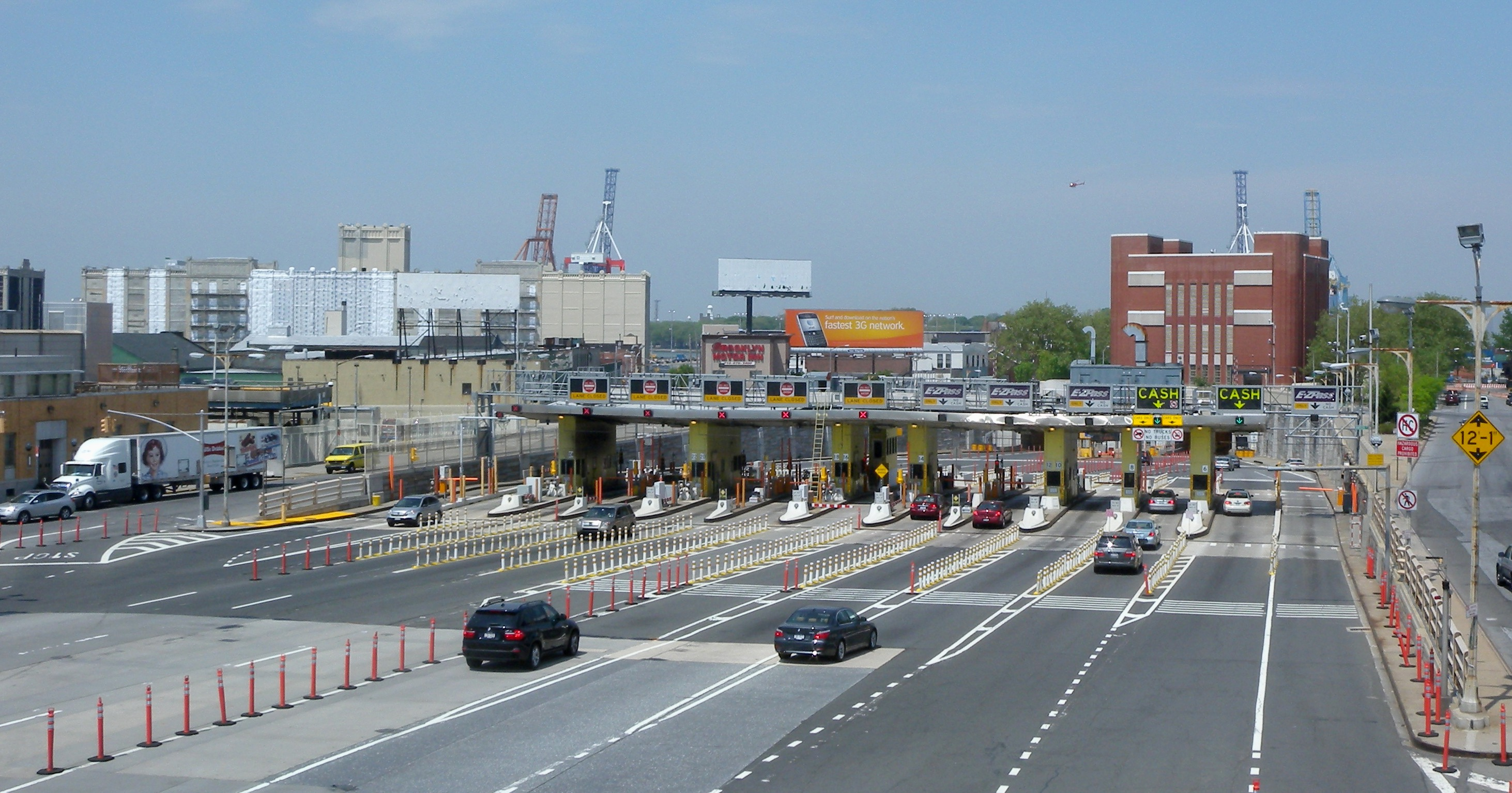
Einfahrt zum Brooklyn-Battery Tunnel in Red Hook

Von den Linien der New York City Subway ist Red Hook relativ weit entfernt. Die nächstgelegenen Stationen sind entlang der IND Culver Line (Linien  und ) die Carroll Street und Smith-Ninth Streets im Stadtteil Carroll Gardens. Die Buslinien B57 und B61 der New York City Transit Authority verbinden das Viertel unter anderem mit Downtown Brooklyn und der U-Bahn-Station Smith-Ninth Streets der IND Culver Line. Mit dem Auto erreicht man das Viertel vom Battery Park an der Südspitze von Manhattan durch den Hugh L. Carey Tunnel. Dieser führt nördlich an Governors Island vorbei und endet direkt in Red Hook. Hier geht die Verbindung in den nach Süden führenden Gowanus-Expressway über. Nach Norden zweigt der Brooklyn–Queens Expressway ab. Seit der Eröffnung von IKEA verkehrt das New York Water Taxi zwischen dem Beard Street Pier nahe der Filiale und Pier 11 in Lower Manhattan, das ebenfalls eine Verbindung zu dem Supermarket in Red Hook Stores bietet. Seit 2017 wird Red Hook mit der South Brooklyn-Route (SB) von NYC Ferry bedient, deren Anleger sich im „Atlantic Basin“ am Buttermilk Channel befindet.

## Touristische Bedeutung

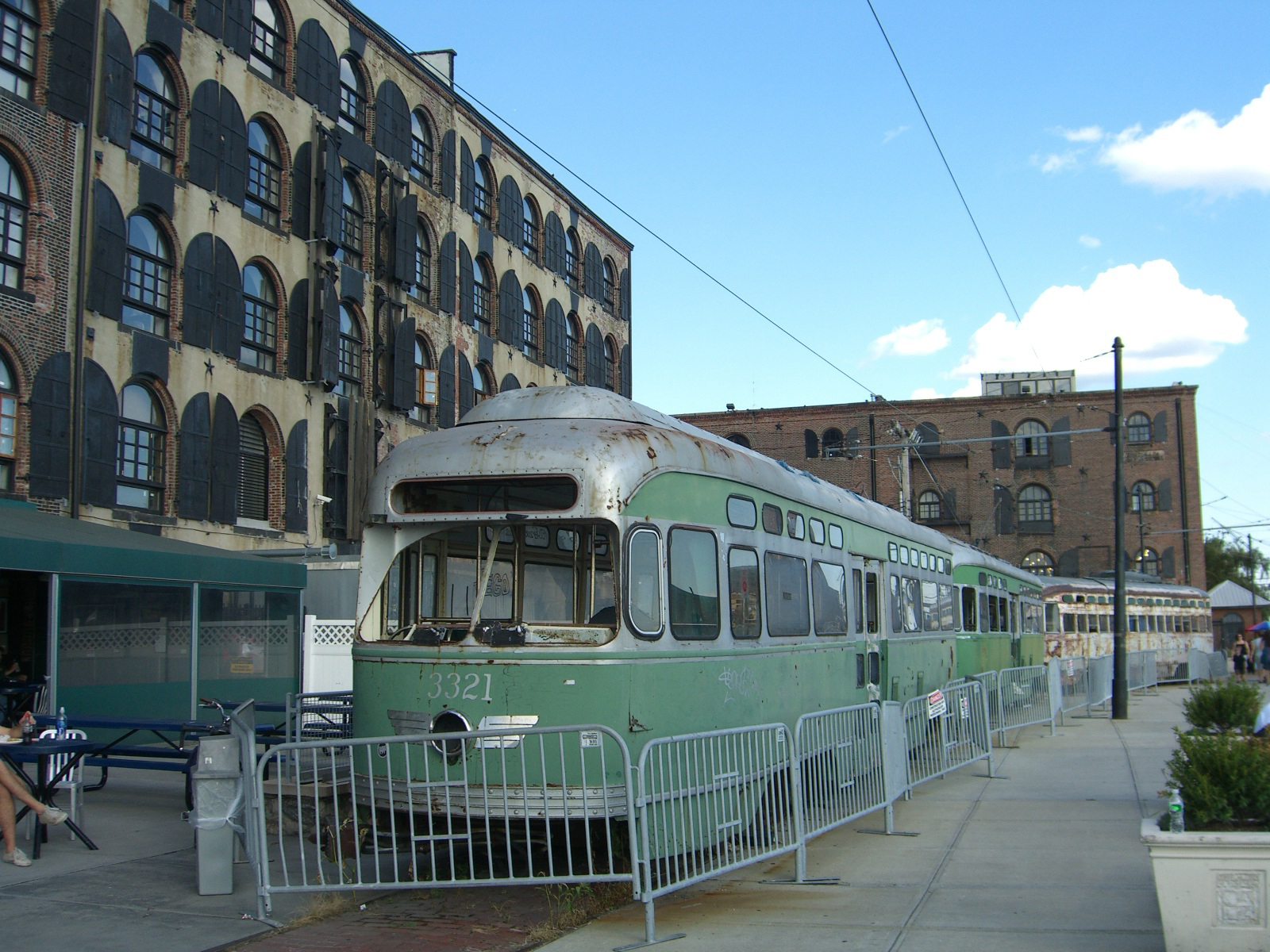
Straßenbahnen der Brooklyn Historic Railway Association

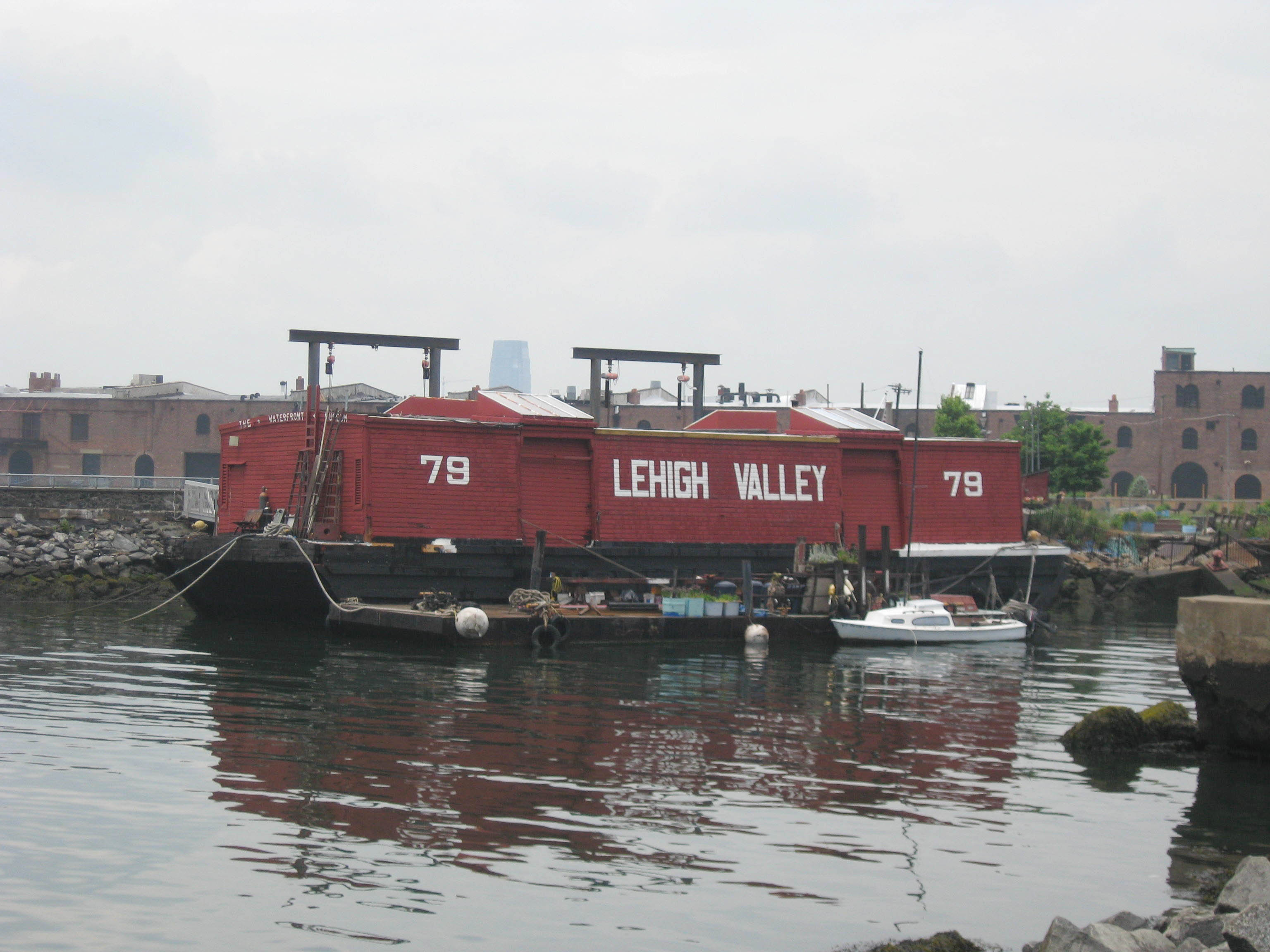
Lehigh-Valley-Railroad-Binnenschiff am Water Front Museum

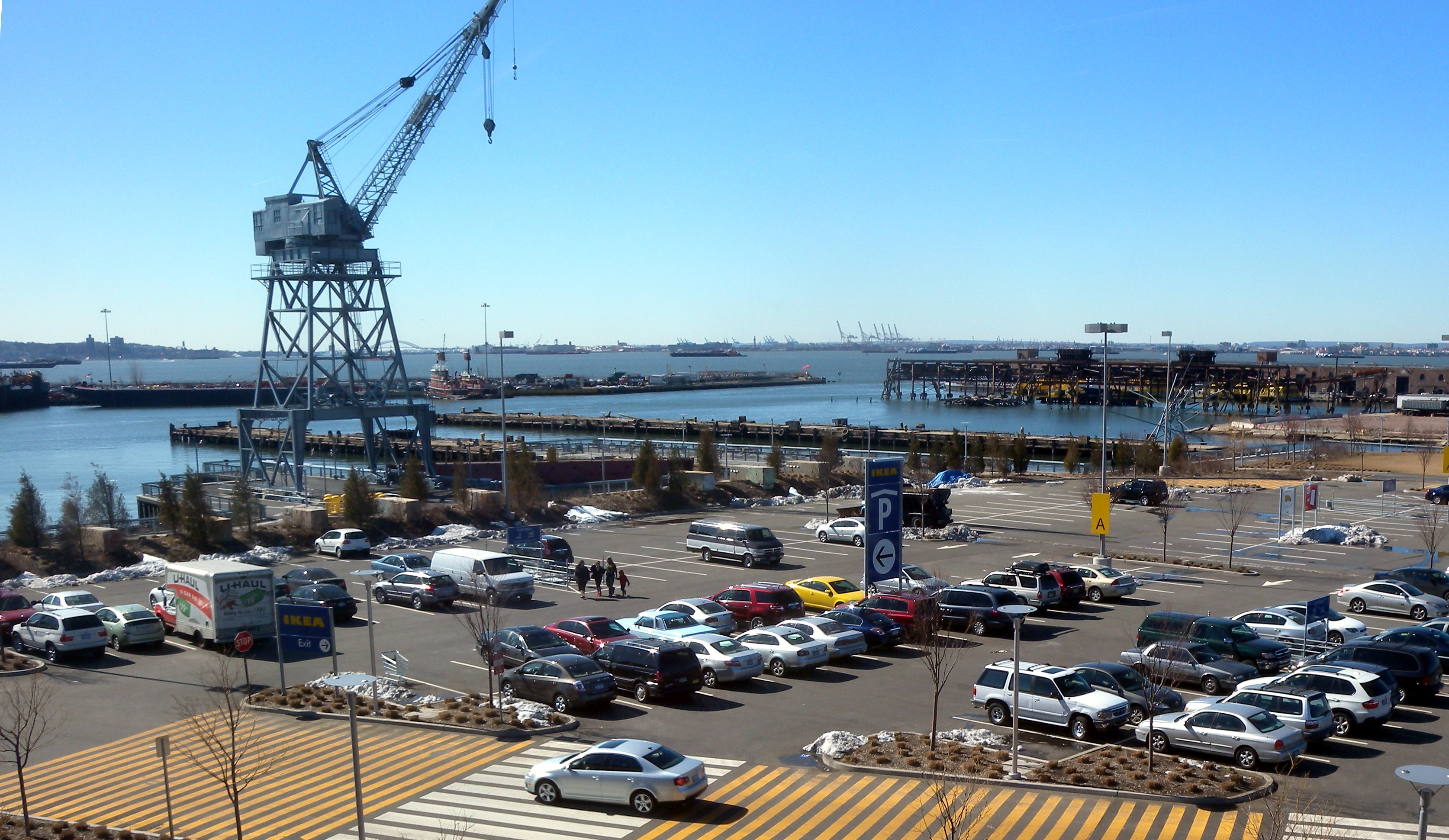
Blick aus dem IKEA-Gebäude an der Beard Street auf das Erie Basin

Auf der 2007 vom National Trust for Historic Preservation veröffentlichten Liste der stark gefährdeten Orte in den Vereinigten Staaten wurde die Waterfront von Red Hook an Position 11 geführt. Basis für diese Einstufung war der geplante Abriss bedeutender historischer Industriegebäude wie der Revere and Domino-Zuckerfabrik, des Old Dutch Mustard-Gebäudes und des Red Hook-Trockendocks. Bis 2009 standen nur zwei Gebäude im Viertel unter Denkmalschutz, zum einen der Sol Goldman Pool, eine Badeanstalt aus den Jahren 1934 bis 1936, und das Brooklyn Clay Retort and Fire Brick Works Storehouse, ein etwa 1859 erbautes Industrie- und Gewerbegebäude an der Van Dyke Street. In direkter Nachbarschaft des Sol Goldman Pools befindet sich der 1934 gegründete Red Hook Park, eine öffentliche Grünanlage mit Picknickplätzen und verschiedenen Ballsportplätzen.
Das Water Front Museum befindet sich im südöstlichen Teil von Red Hook an der Conover Street. Von dort hat man einen schönen Blick über die Upper New York Bay und zur Freiheitsstatue auf der anderen Seite der Bucht. Im Außenbereich befindet sich das historische Lehigh-Valley-Railroad-Binnenschiff, das am Pier der Conover Street liegt und im National Register of Historic Places eingetragen ist. Die Brooklyn Historic Railway Association unterhält an den historischen Beard Street Piers (Van Brunt Street) ein kleines Museum mit einigen Fahrzeugen. Die dort ausgestellten Wagen befinden sich allerdings in sehr schlechtem Zustand. Der Ausbau einer Trasse entlang der Wasserfront hat begonnen, diese soll bis nach Brooklyn Heights führen.
An den Beard Street Piers befindet sich der 1869 erbaute und heute ebenfalls unter Denkmalschutz stehende ehemalige Lagerhauskomplex Red Hook Stores, der heute einen Supermarkt und Loft-Apartments beherbergt.
Das Gebiet um das Brooklyn Cruise Terminal, an dem jährlich etwa 40 Kreuzfahrtschiffe anlegen, hat sich bereits als touristisches Ziel etabliert.
Der Pier 41 an der Van Dyke Street, auch bekannt als Merchant Stores (Handelsspeicher), wurde 1873 von Col. Daniel Richards erbaut, der auch für die Planung des Atlantic Docks, wo sich heute das Red Hook Container Terminal befindet, und des Erie Basin verantwortlich war. Insbesondere diese Bauten waren der Grund für die herausragende Bedeutung des Hafens von Red Hook im 19. Jahrhundert. Der Gebäudekomplex am Pier 41 besteht aus zwei Lagerhäusern aus Backstein. Hier wurden 2005 Szenen für den Film Hitch – Der Date Doktor mit Will Smith gedreht, und hier war auch der Ausstrahlungsort der MTV-Serie The Real World aus dem Jahr 2009. Im frühen 20. Jahrhundert war auf dem Pier 41 der größte Arbeitgeber von Red Hook, die Firma Morgan Soda Co., später White Rock Beverage, ansässig.